# Playbox
Playbox è un singolo del DJ tedesco Purple Disco Machine pubblicato il 18 giugno 2021, come quarto estratto dal secondo album in studio Exotica.

## Video musicale
Il video, realizzato in stile cartone animato, è stato reso disponibile attraverso il canale YouTube del DJ in concomitanza del lancio del singolo.

## Tracce
Download digitale
1. Playbox – 3:52

Download digitale – Extended Mix
1. Playbox (Extended Mix) – 6:48

Download digitale – Alex Virgo Remix Edit
1. Playbox (Alex Virgo Remix Edit) – 3:58